# Biadaczów
Biadaczów – przysiółek wsi Landzmierz w Polsce, położony w województwie opolskim, w powiecie kędzierzyńsko-kozielskim, w gminie Cisek.
W latach 1975–1998 przysiółek należał administracyjnie do ówczesnego województwa opolskiego.
Spis geograficzno-topograficzny miejscowości leżących w Prusach z 1835 roku, którego autorem jest J.E. Muller notuje obecnie używaną, polską nazwę miejscowości Biadaczow oraz skróconą Biadacz.